# Velšané

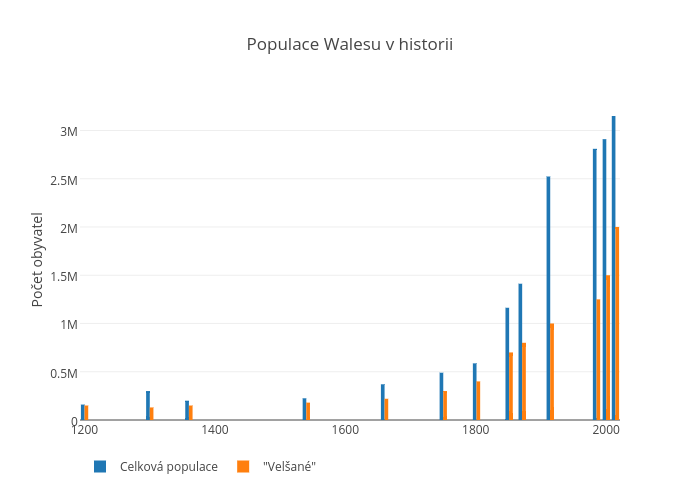
Graf populace Walesu ve staletí

Velšané či Walesané, správněji Kymrové (vlastním jménem Cymry), jsou keltský národ, žijící především v Kymersku (anglicky Wales), jedné ze zemí Spojeného království. Přibližně 20% Kymrů žijících v Kymersku hovoří kymersky, tedy v současnosti nejpoužívanější keltskou řečí. Velké množství Kymrů rovněž žije v argentinské oblasti Y Wladfa.

## Etnogeneze
Předky Kymrů byly především britské keltské kmeny, které obývaly dnešní Kymersko a severozápad dnešní Anglie, potažmo jih dnešního Skotska, a které se pravděpodobně pod dobyvačným tlakem anglosaských přistěhovalců během tzv. Temného věku sjednotili na společném etnonymu *kombrogi  (ti, kteří sdílejí touž zemi). Z tohoto široce pojatého etnonyma vzešel název soudobého etnika Cymry, Kymrové, i země Cymru, Kymersko.

## Osobnosti
Alfred Russel Wallace je jedním z otců evoluční teorie. Brian Josephson získal Nobelovu cenu za fyziku, Martin Evans Nobelovu cenu za fyziologii a lékařství. Matematik Robert Recorde zavedl symbol =. Vynálezce David Edward Hughes mj. zdokonalil mikrofon.
Velšským rodákem byl slavný filozof a také nositel Nobelovy ceny za literaturu Bertrand Russell. Geoffrey z Monmouthu byl jedním z prvních britských historiků a do značné míry stojí za popularitou legendy o králi Artušovi. Zakladatelem kulturálních studií byl Raymond Williams. Průkopníkem psychoanalýzy v Británii a prvním Freudovým životopiscem byl Ernest Jones.
Nejznámějším velšským spisovatelem je Roald Dahl, autor dětské knihy Karlík a továrna na čokoládu či humoristického románu Můj strýček Osvald. Z básníků pak Dylan Thomas. Jako metafyzický básník se ve středověku proslavil George Herbert. V oblasti populární literatury je dobře znám autor thrillerů Ken Follett. Sarah Watersová zaujala romány s lesbickou tematikou.
Nejen jako klíčová osobnost kapely The Velvet Underground, ale i na sólové dráze proslul hudebník a producent John Cale. V jiné legendární skupině, Deep Purple, byl basistou Roger Glover. Velšanem byla i legenda popu Tom Jones. I zpěvačka Bonnie Tyler kralovala svého času hitparádám, především se šlágry „Total Eclipse of the Heart“ či „Holding Out for a Hero“. Mary Hopkin měla hlavně jeden hit, „Those Were The Days“. Nejslavnější velšskou rockovou kapelou jsou Manic Street Preachers. V posledních letech se prosadila zpěvačka Duffy či Marina and the Diamonds.
Jako člen komediální skupiny Monty Python proslul scenárista, režisér a spisovatel Terry Jones. Nejslavnějšími velšskými herci jsou Catherine Zeta-Jonesová, Richard Burton a Anthony Hopkins. Ray Milland získal Oscara. Velkofilm Titanic učinil všeobecně známým Ioana Gruffudda, sága Twilight Michaela Sheena, romantická klasika Notting Hill Rhyse Ifanse, série o Jamesi Bondovi Desmonda Llewelyna (ztvárnil výstrojního důstojník Q v sedmnácti bondovkách), série Piráti z Karibiku Jonathana Pryce, seriály Misfits a Hra o trůny Iwana Rheona. Životopisné drama o Eltonovi Johnovi (Rocketman) přineslo slávu herci Taronovi Egertonovi.
Ve světě nejznámější politickou osobností z Walesu je utopický socialista Robert Owen. V Británii je to především populární poválečný ministr zdravotnictví a tvůrce prvního systému veřejné zdravotní péče Aneurin Bevan. V čele Labour party thatcherovskému tažení čelil Neil Kinnock, naopak blairovskému v čele konzervativců Michael Howard. Velšským národním hrdinou je ovšem především Owain Glyndŵr, středověký král, který se vzbouřil proti Angličanům. Posledním na Angličanech nezávislým panovníkem byl Llywelyn ap Gruffydd. Představitelem moderního velšského nacionalismu a snah o odtržení Walesu od zbytku Británie byl především Gwynfor Evans.
Cestovatel Henry Morton Stanley hledal prameny Nilu i zmizelého Davida Livingstona. Proslulým bukanýrem byl Henry Morgan, pirátem Bartholomew Roberts. Po cestovateli a geografovi Georgi Everestovi se dlouho jmenovala nejvyšší hora světa – Mount Everest. Svatý Gilda, Nennius či Gerald z Walesu byli nejen šiřiteli křesťanství, ale jejich spisy mají i nedocenitelnou historiografickou hodnotu.
Velšskými fotbalovými legendami jsou John Charles, Ryan Giggs, Mark Hughes či Ian Rush, ragbyovou legendou je Gareth Edwards. Tom Pryce byl jezdcem Formule 1.
Velšský původ měl i britský premiér David Lloyd George, středověký metafyzický básník John Donne či architekt Buckinghamského paláce John Nash.